# Mammouth de Durfort
Le mammouth de Durfort, aussi connu comme « l'éléphant de Durfort », est un squelette complet de mammouth méridional (Mammuthus meridionalis) découvert à un kilomètre du village de Durfort-et-Saint-Martin-de-Sossenac (département du Gard) en 1869. Pièce emblématique de la galerie de Paléontologie du Muséum national d'histoire naturelle, à Paris, où elle est installée depuis son ouverture en 1898, elle « est l’un des plus grands et des plus complets fossiles de mammouth connus au monde » (complet à 90 % ou 95 %).

## Description

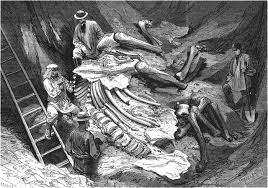
.

Son ancienneté est estimée entre un million d'années et 700 000 ans. Il s'agirait d'un mâle jeune d'une trentaine d'années, haut de 3,80 mètres au garrot, d'une longueur de six mètres et d'un poids estimé à dix tonnes. Il a des défenses de trois mètres de long.

## Historique
En 1869, cette espèce disparue était connue sous le nom d'« éléphant méridional » (Elephas meridionalis), mais plus tard elle est rangée dans le genre Mammuthus.
Le mammouth est découvert lors de travaux de voirie, en novembre 1869, par Paul Cazalis de Fondouce, ingénieur de Centrale, et Jules Ollier de Marichard, archéologue et inspecteur des Monuments historiques, alors qu'ils se rendent à leurs fouilles dans une caverne, la « grotte des morts ». Ils observent, sur un tas de déblais de cantonniers, des débris ressemblant à de grandes dents. Ils interrogent alors deux cantonniers et apprennent d'eux qu'ils avaient déjà cassé les deux défenses du mammouth en les prenant pour de vulgaires tuyaux de canalisations d'eau. Le crâne est extrait, mais l'hiver puis la guerre franco-allemande de 1870 interrompent les fouilles : le chantier reste ouvert aux intempéries,.

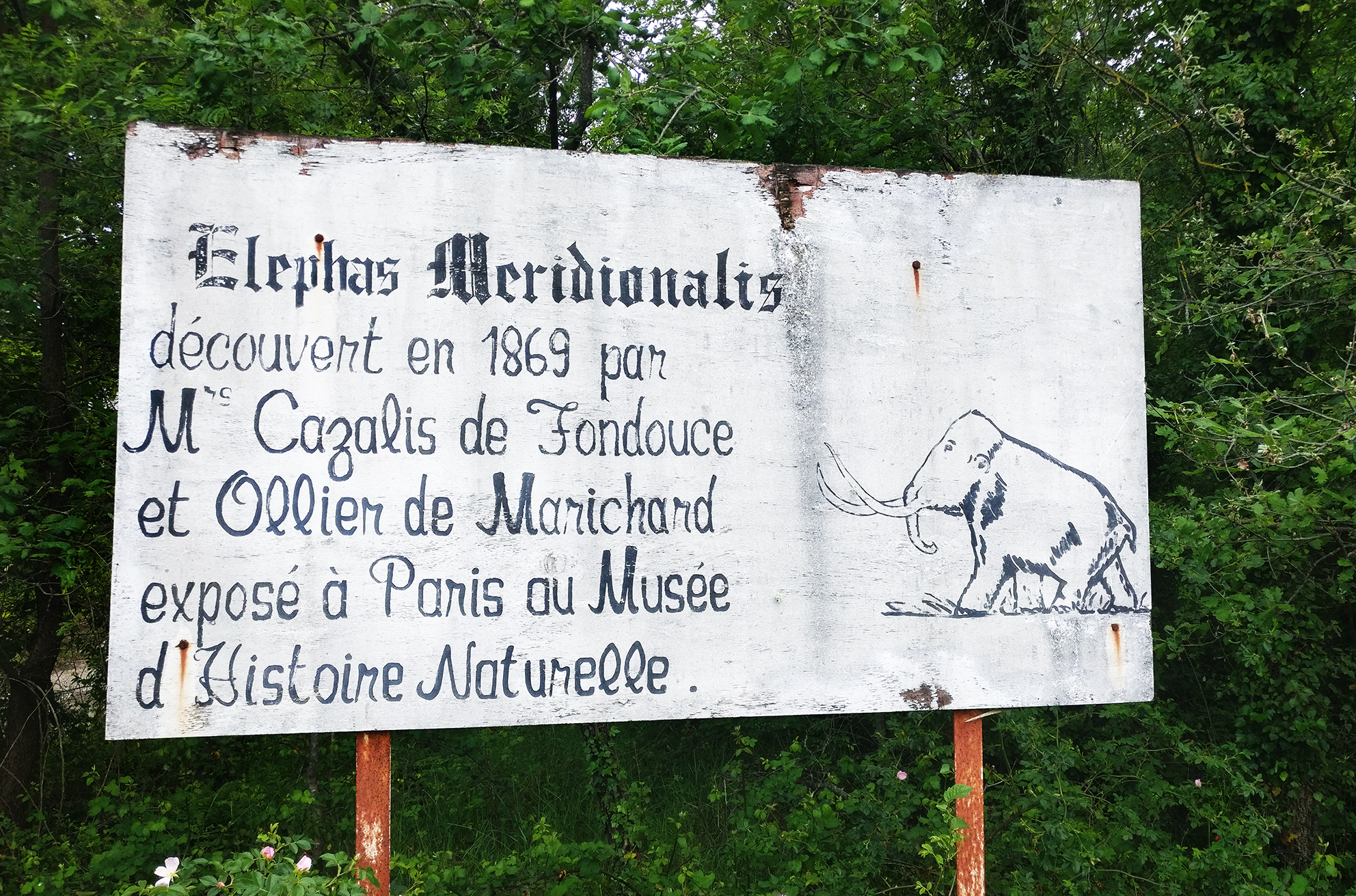
Panneau installé sur le site où a été découvert « l'éléphant de Durfort » (départementale D982, sous ce qui est, aujourd'hui, un petit bassin remblayé et cimenté au milieu d'un bois privé).

En 1872, le propriétaire du champ monnaye son accord pour la reprise des fouilles par Jules Ollier de Marichard et Paul Cazalis de Fondouce. Pendant trois ans, le champ de fouille (40 × 30 mètres, sur neuf mètres de profondeur) va permettre de découvrir quatre mammouths, quatre hippopotames, un rhinocéros éteint Stephanorhinus etruscus (en), cinq bisons européens, quatre cerfs, un cheval, un chien et un daim. Seul un squelette de mammouth ne se désagrège pas à l'air.
Après l'excavation complète du fossile, le 21 juin 1873, son transport vers Paris est envisagé pour l'exposition universelle de 1878. Un transport par bateaux est envisagé, mais ne se fait pas ; Paul Gervais craint qu’un autre transport n'abîme le squelette.
Le squelette est monté une première fois en 1873 par le personnel du Liste des chaires du laboratoire d'anatomie comparée, dans la Rotonde de la ménagerie du Jardin des plantes alors appelée « la serre de la girafe » (en souvenir de la girafe Zarafa) puis une deuxième fois en 1885, dans l'ancienne galerie d'Anatomie que Georges Cuvier avait ouverte au public en 1806 (dont il reste de nos jours le bâtiment dit « de la baleine ») et ensuite il est transporté à la galerie de Paléontologie que le Muséum inaugure en 1898. Il y est exposé depuis. 
Une étude préliminaire menée en 2020 montre que les montages successifs du spécimen avant son installation définitive dans la galerie, les variations de température et d’hygrométrie, la pollution urbaine, l’ancien chauffage au charbon ainsi que les contacts directs du public ont encrassé et fragilisé le squelette. Le spécimen fait l'objet d'une restauration en 2022 et 2023 par la société de services muséographiques Aïnu, après un appel à financement participatif (185 000 euros récoltés en trois mois auprès de 1 900 donateurs) qui permet à certains d'entre eux d'avoir un os à leur nom,, à l'occasion de laquelle les technologies d'investigation modernes sont utilisées pour en apprendre davantage sur l'animal, les circonstances de sa mort et le milieu dans lequel il vivait,. « Cette restauration est l’occasion d’une intervention multiple : décrassage et consolidation des os, décapage de la couche de plâtre masquant certaines surfaces. Parallèlement, l’attention s’est focalisée sur l’articulation des éléments squelettiques afin d’améliorer la rigueur anatomique du montage : le cou a été raccourci, la pente naturelle du dos (arrière-train fuyant) a été rétablie. Les os originaux des mains et des pieds, qui étaient stockés dans les tiroirs des collections du Muséum, sont venus remplacer les moulages disgracieux présentés jusque-là. Enfin, la posture ayant été corrigée, le squelette reflète désormais la démarche naturelle des mammouths et des éléphants, appelée amble ».